# Port lotniczy Brazzaville
Port lotniczy Brazzaville (IATA: BZV, ICAO: FCBB) – międzynarodowy port lotniczy położony w Brazzaville. Jest największym portem lotniczym w Republice Konga.

## Infrastruktura
Nowy port lotniczy jest zbudowany z dwóch modułów, pierwszy z dwóch pasów startowych, RWY 05L/23R, ma 3300 metrów długości i 45 metrów szerokości i został otwarty 11 sierpnia 2010. Drugi, równoległy pas startowy już istnieje, lecz jest używany jedynie jako droga kołowania.
Nowy port lotniczy obejmuje sześć rękawów dostosowanych do samolotów typu Airbus A380 i Boeing 747-400. Drugi moduł jest w budowie.

## Linie lotnicze i połączenia
| Linia Lotnicza         | Kierunek                                |
| ---------------------- | --------------------------------------- |
| AfriJet                | 1. Libreville                           |
| Air Côte d'Ivoire      | 1. Abidżan 2. Akra 3. Libreville        |
| Air France             | 1. Paryż-Charles de Gaulle              |
| ASKY Airlines          | 1. Kinszasa 2. Lomé                     |
| Camair-Co              | 1. Douala (od 28 maja 2024)             |
| Canadian Airways Congo | 1. Impfondo 2. Pointe-Noire 3. Ouesso   |
| Ethiopian Airlines     | 1. Addis Abeba                          |
| Kenya Airways          | 1. Luanda 2. Nairobi                    |
| Mauritania Airlines    | 1. Bamako 2. Kotonu 3. Nawakszut        |
| Royal Air Maroc        | 1. Casablanca                           |
| RwandAir               | 1. Douala 2. Kigali 3. Kotonu           |
| TAAG Angola Airlines   | 1. Luanda                               |
| Trans Air Congo        | 1. Douala 2. Libreville 3. Pointe-Noire |